# Ігнац Ян Гануш
Ігнац Ян Гануш (28 жовтня 1812, Прага — 19 травня 1869, Прага) — чеський філософ і бібліотекар.

## Життя і творчість
Навчався в гімназії в Старе Місто, де одним із його вчителів був Йозеф Юнгман. Ця зустріч породила інтерес до філософії, яку він вивчав у Карловому університеті, який закінчив у 1831 році. Щоб мати більше часу для роздумів, він вступив до Ордену премонстратів у Страговському монастирі. Цей досвід не виправдав його очікувань, тому він пішов вивчати право у Віденському університеті. Після 1835 року працював там ад'юнктом. Через рік він здобув докторський ступінь і став повним професором Лемберзького університету; тоді йому виповнилося лише двадцяти чотири роки. Там він зав'язав контакти з багатьма поляками та українцями, познайомився зі слов'янською міфологією. У 1842 році він опублікував результати своїх досліджень (німецькою мовою) під назвою Die Wissenschaft des slawischen Mythus (Наука про слов'янський миф). Він також написав кілька шкільних підручників.
У 1847 році він вступив на філософський факультет Оломоуцького університету Палацького, де викладав історію філософії та етику. Через рік він став редактором часопису Die Neue Zeit (Новий час). Під час революції 1848 року в Австрійській імперії брав участь в організаціях чеського національного відродження.
Повернувся до Праги в 1849 році і став викладачем німецької та чеської мов в університеті, а також був фахівцем з життя та творчості Томаша Штітного. Це закінчилося в 1852 році, під час репресивного періоду, коли його звільнили за викладання філософії Гегеля, замість офіційно схвалених ідей Йоганна Фрідріха Гербарта. Після цього він давав приватні уроки і присвятив себе дослідженням. Пізніше він був обраний членом Королівського богемського товариства наук і директором їх бібліотеки. Він також був почесним членом Імператорського Російського археологічного товариства.
У 1860 році його дії викликали певну суперечку і обурення серед патріотів, коли він піддав сумніву деякі поширені до того традиції. Він серед перших вказав на те, що глаголиця передувала кирилиці як писемність для слов'янських мов, і можливо, саме її, а не кирилицю винайшли Кирило та Мефодій. Він поставив під сумнів автентичність деяких «стародавніх чеських документів», багато з яких мали важливе символічне значення в період Національного Відродження, але дійсно виявилися підробками.

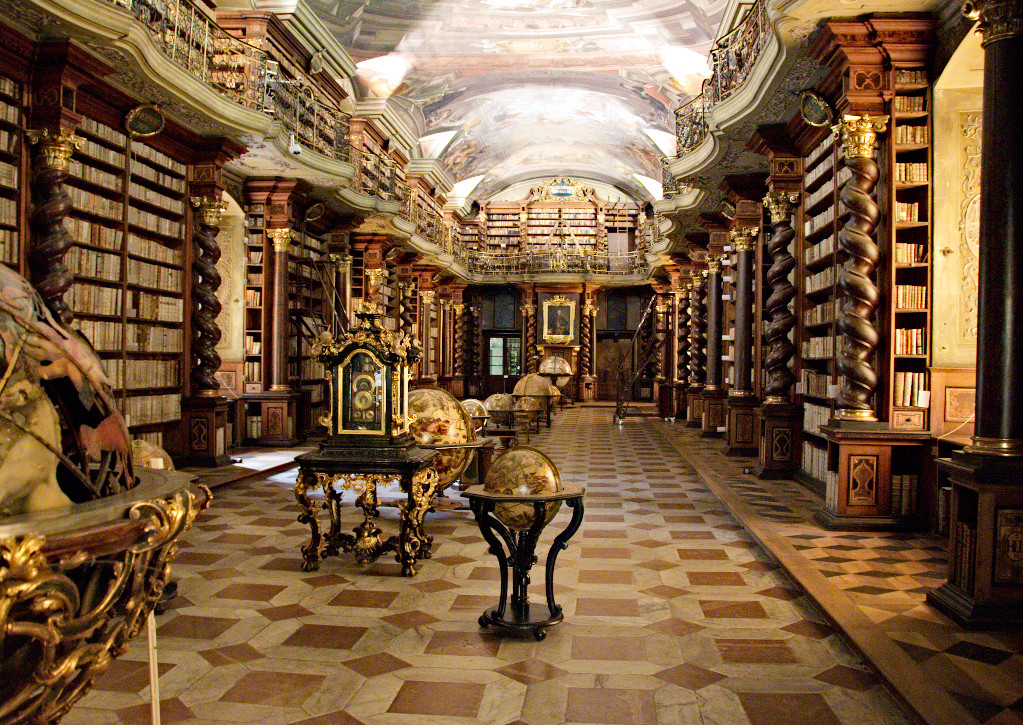
Барокова зала Національної бібліотеки у Празі.

Того ж року він очолив Національну бібліотеку після спроби самогубства її директора Павла Йозефа Шафарика. Він збільшив кількість працівників, реорганізував каталог, розширив читальний зал і подовжив режим його роботи.
У травні 1869 року він переніс інсульт і через три дні помер.

## Сім'я
Його дружиною була Лаура Ганушова (нар. Надгерна), вчителька і активістка, яка боролася за емансипацію жінок. У шлюбі народилося 4 дітей — Емілія, Теодора (Дора), Клементина (Клеменя), і Вілуше, яка померла малою від хвороби. Дора і Клеменя Ганушови, як і мати, були активістками, які багато зробили для жіночої емансипації. Власних сімей не мали та померли бездітними.